# Bleu du Sassenage
Bleu du Sassenage, även känd under namnen Bleu de Bleu du Vercors-Sassenage och Bleu de Bleu du Vercors, är en fransk grönmögelost. Den görs av både opastöriserad och pastöriserad komjölk från koraserna montbéliard, abondance och villard. Den fick appellation i juli 1998.
Sassenage är en stad på slätten i närheten av Grenoble, trots namnet på osten görs den i bergen. Det är grevarna av Sassenage, som på 1300-talet krävde in skatter i form av ost, som namngivit osten.
Osten är vanligtvis rund med en diameter av 30 centimeter och en höjd på 8–9 centimeter, vilet ger en vikt på 5–6 kilogram.